# 王安妮 (棋手)
王安妮（英語：Annie Wang，2002年5月18日—），美国华裔女子国际象棋棋手、国际大师。

## 生平
王安妮出生于美国加利福尼亚州，她的父亲王欧是任职于喷气推进实验室的一位科学家。她从五岁时开始学棋，曾师从国际大师邓孔亮、吕小莎夫妇。2014年，11岁的王安妮成为美国国际象棋历史上最年轻的女子国家大师。同年7月，她获得了北美青少年国际象棋锦标赛女子18岁组冠军，获女子国际大师称号。2017年，她在世界青少年国际象棋锦标赛中以10胜1和积10.5分的绝对优势夺得女子16岁组冠军。2018年，获全美女子锦标赛亚军。2019年，她在泛美青年锦标赛公开组中夺冠，并由此晋升为国际大师、女子特级大师。2021年，获全美女子青年锦标赛冠军。